# مواغ بيرانا
مواغ بيرانا (بالإنجليزية: MOWAG Piranha)‏ هي عائلة من عربات القتال المدرعة صممت من قبل شركة مواغ (MOWAG) السويسرية، (منذ أبريل 2010 تم تغيير اسم إلى "جنرال دايناميكس الأوروبية لاند سيستمز").
وقد تم إنتاج خمسة أجيال من المركبات، المصنعة من قبل شركة مواغ أو بموجب ترخيص من قبل شركات أخرى، والمتغيرات مازالت في الخدمة مع القوات العسكرية في جميع أنحاء العالم.

## المتغيرات

### مواغ بيرانا 4×4 أي بي
مواغ بيرانا أي بي 4 × 4 ناقلة جند مدرعة.

## شجرة العائلة

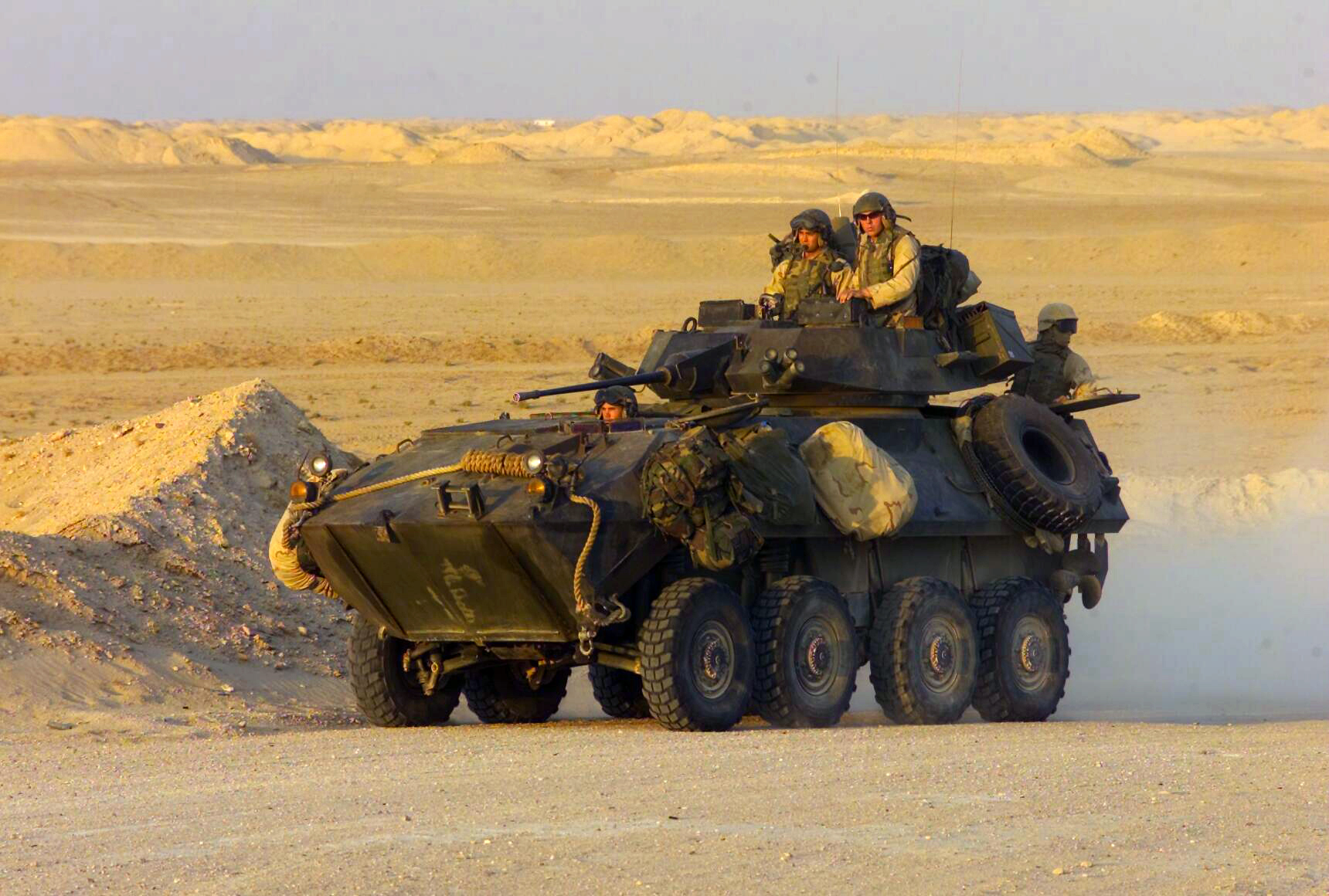
The لاف-25 has two أم 240s and a 25 mm autocannon.

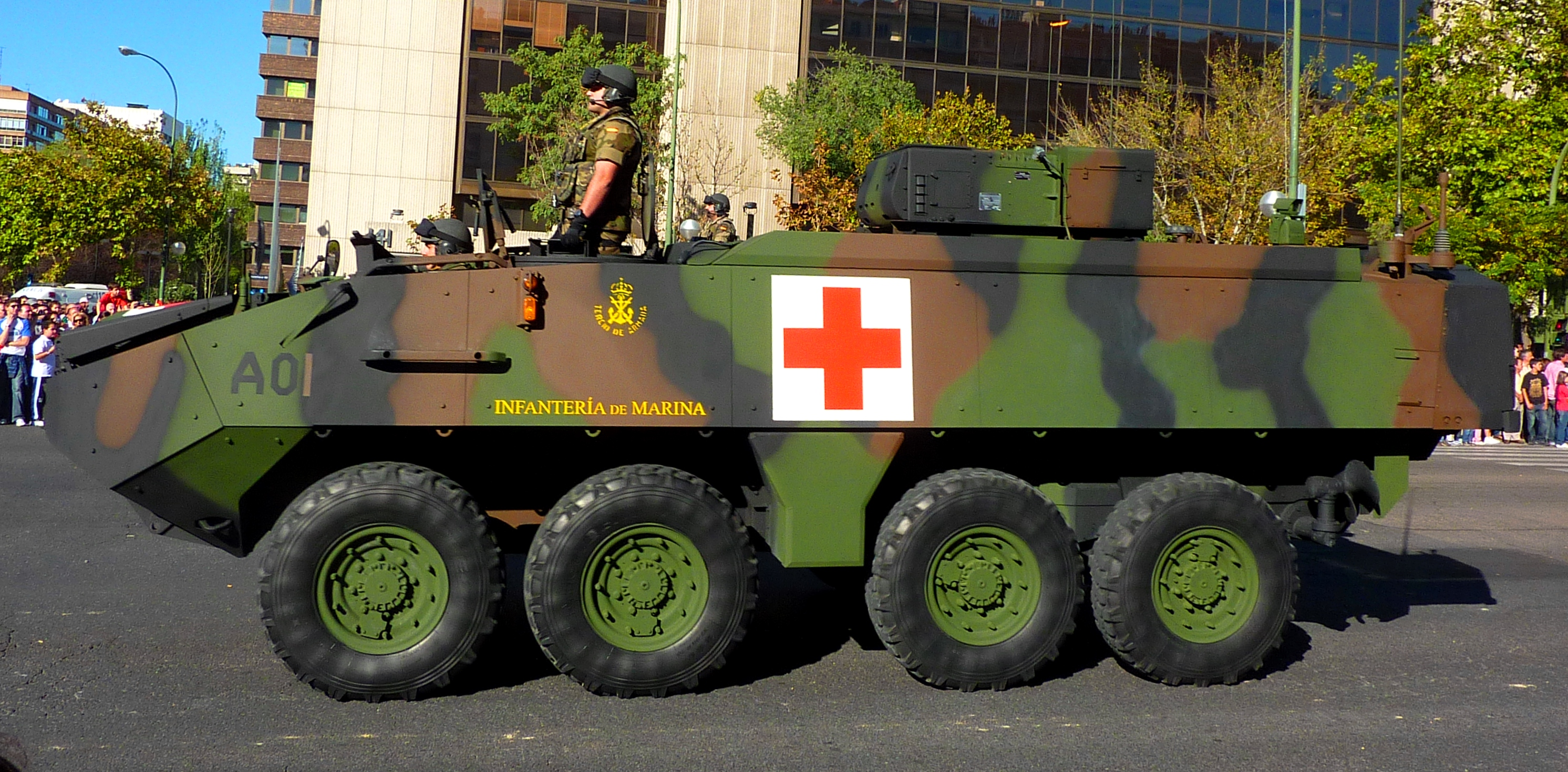
MOWAG Piranha IIIC ambulance of the Spanish Marines

- Piranha I
  - ايه في جي بي (مركبة قتالية)
  - لاف-25
    - ASLAV Type I
- Piranha II
  - Desert Piranha
  - LAV II
    - Bison
      - ASLAV Types II and III

    - Coyote [1]
- Piranha III
  - Piranha IIIC
  - Piranha IIIH
    - لاف الثالثة
      - سترايكر ناقلة جنود مدرعة
      - لاف الثالثة
- بيرانا الرابعة
- بيرانا الخامسة

## المشغلين

### بيرانا الأولى (I)

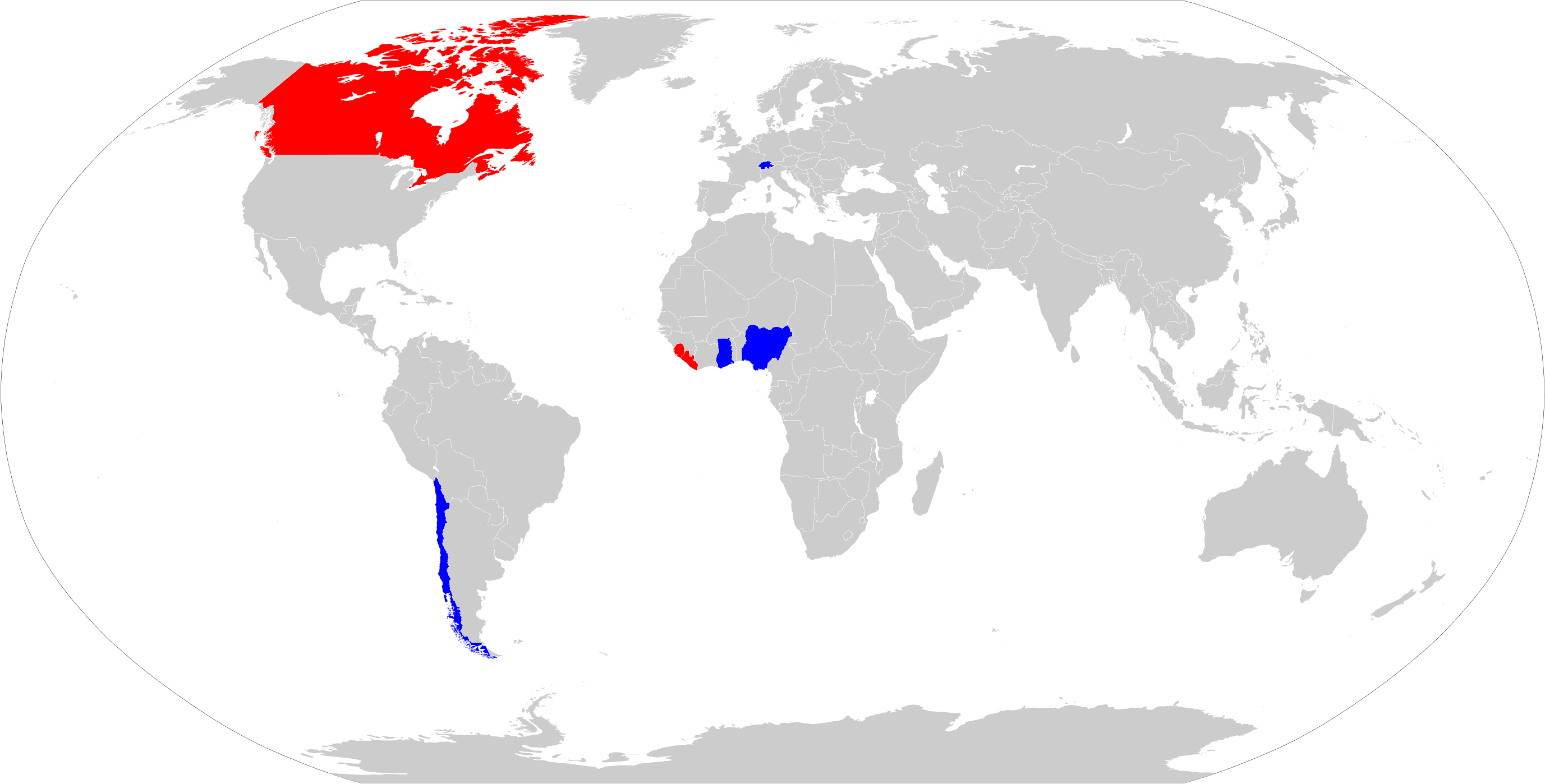
خريطة مشغلين بيرانا الأولى باللون الأزرق

- جيش أستراليا – 257 ASLAV[2]
- الجيش الكندي – 491 ايه في جي بي (مركبة قتالية). (متقاعد)
- الجيش التشيلي – 240 بيرانا الأولى 6×6 و 125 بيرانا الأولى 8×8.
- الجيش الغاني – 63 بيرانا الأولى 4×4,6×6 و 8×8.[3][4]
- القوات المسلحة في ليبريا – 10 بيرانا الأولى 4×4.[5] شوهدت تخدم أثناء الحرب الأهلية الليبيرية الثانية.[6]
- الجيش النيجيري – ما بين 60 إلى 140.[7]
- القوات المسلحة السويسرية – 310 بيرانا بي جي إم-71 تاو، بما في ذلك 40 تحويلها إلى سيارات الإسعاف (برنامج التسلح عام 2005، سلمت في الفترة 2006-2007)[8] و 160 تحويلها في VHC الأوامر مع M153 Protector  [لغات أخرى]‏ (برنامج التسلح عام 2006، سلمت في الفترة 2008-2010)[9]
- جيش سيراليون  [لغات أخرى]‏ - حوالي 10 بيرانا الأولى 6×6[7] (متقاعد)
- قوات مشاة بحرية الولايات المتحدة - 778 لاف-25

### بيرانا الثانية (II)

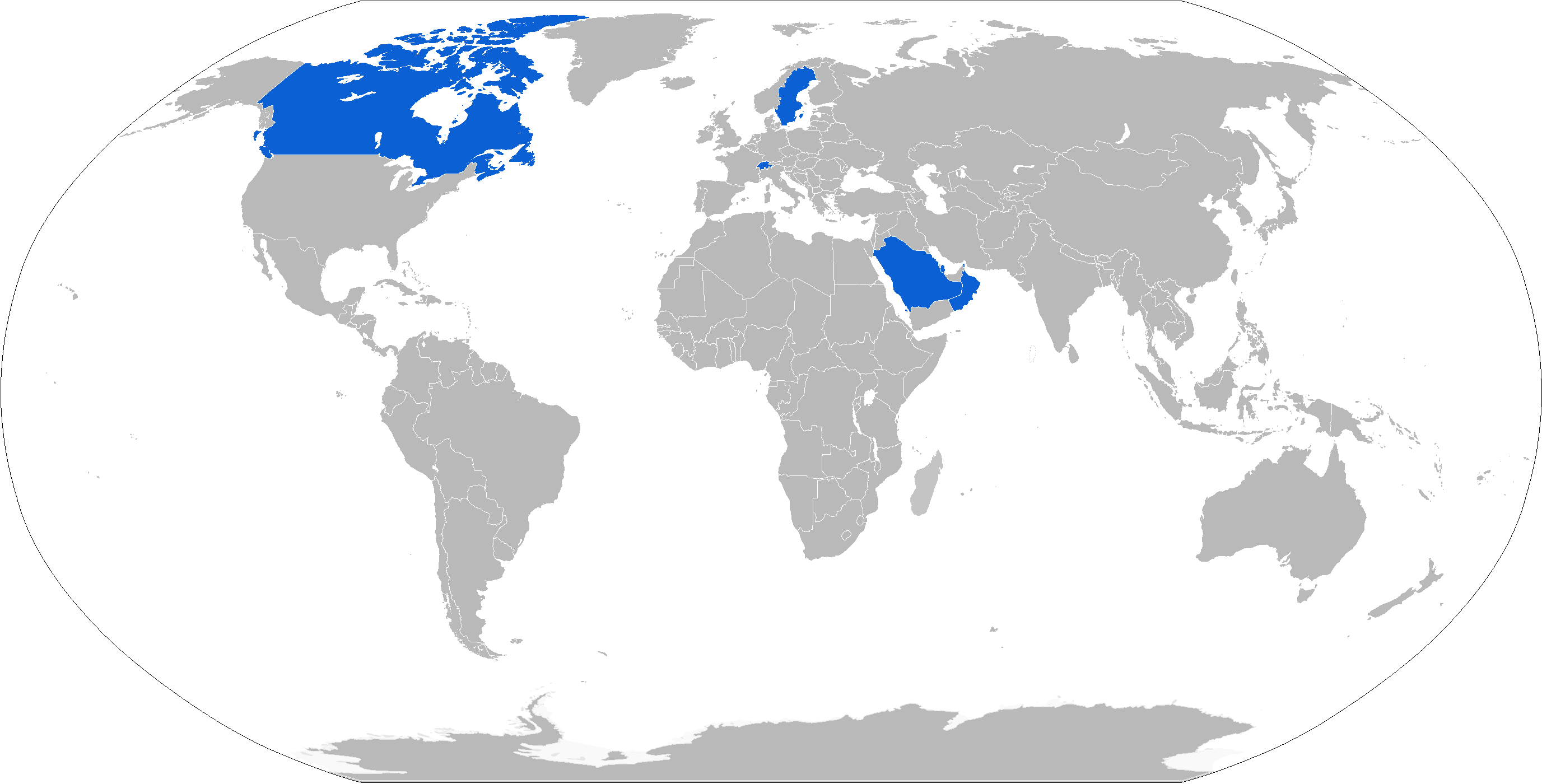
خريطة مشغلين بيرانا الثانية باللون الأزرق

- الجيش الكندي – 199 Bison[10] و Coyote AFVs
- الجيش السلطاني العماني – 174 بيرانا الثانية في 7 إصدارات.[3]
- القوات المسلحة القطرية – 40 بيرانا الثانية 8x8 بنيت بموجب ترخيص من قبل الشركة البريطانية السابقة الفيس. (36 CCTS-90 صائدة دبابات مع مدفع كوكريل البلجيكي عيار 90 ملم  [11] و 4 ARVs-عربات استعادة).[7]
- وزارة الحرس الوطني (السعودية) – 1,117 لاف/بيرانا الثانية في 10 إصدارات; تم طلب 132 أخرى.[3]
- الجيش السويدي – 44 بيرانا الثانية 10×10 بينها 27 مدرعة استشعار و 17 مدرعة قيادة Vehicle (7.62 ملم مدفع رشاش) و 10 بيرانا الثانية 8×8 مركبات مرافقة مدرعة في 1997
- القوات المسلحة السويسرية – أكثر من 500 بيرانا (IIC) (APC93 8×8)، بما في ذلك نسخة مركبة القيادة (Kdo Pz 93+)

### بيرانا الثالثة (III)

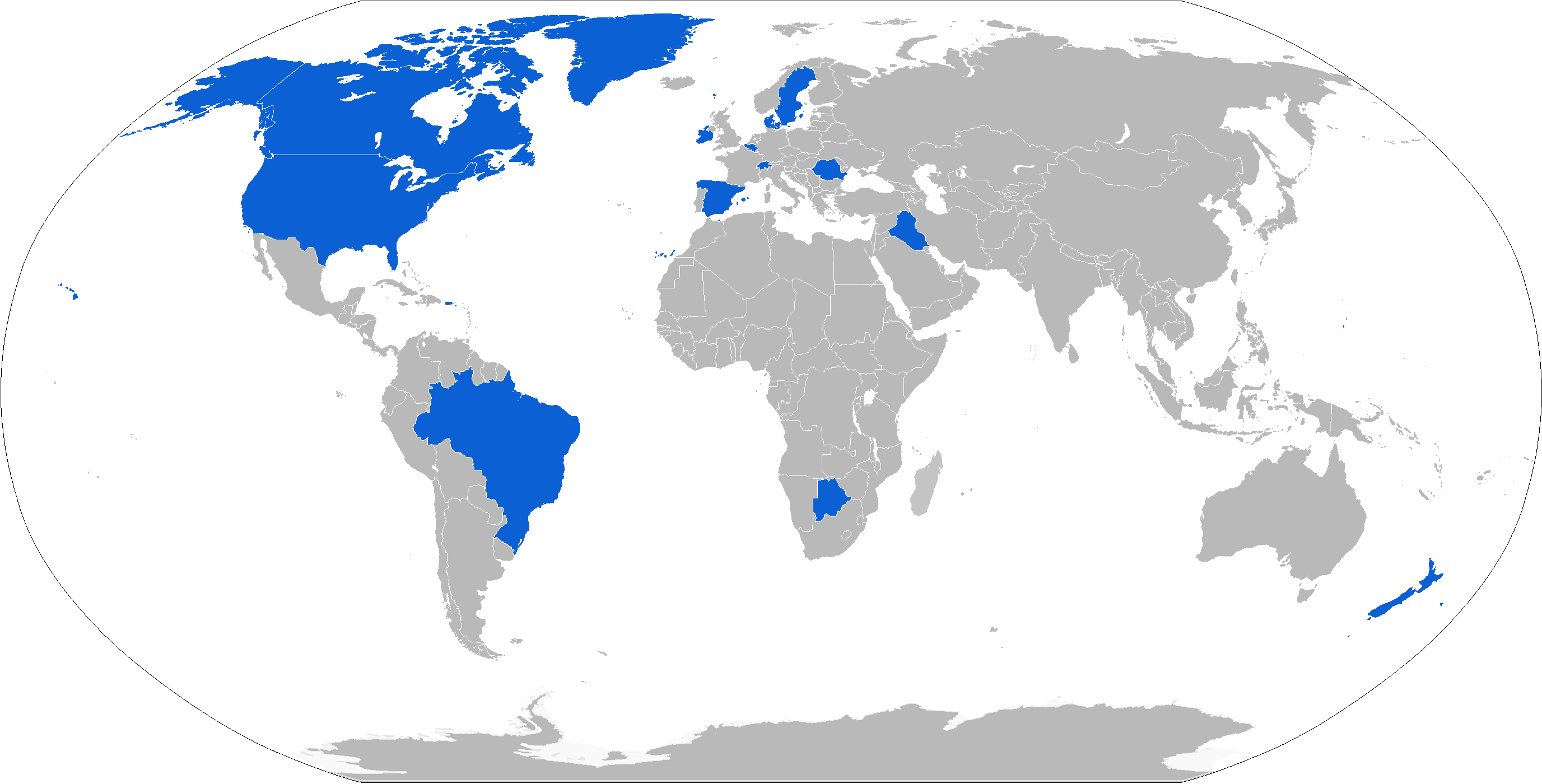
خريطة مشغلين بيرانا الثالثة باللون الأزرق

- القوات البرية البلجيكية – 242 بيرانا (IIIC) 8×8 طلبت في 7 إصدارات.[12]
- قوة دفاع بوتسوانا – 45 بيرانا (IIIC).[3]
- فيلق المارينز البرازيلي – 30 بيرانا (IIIC) في 3 نسخ .[13]
- الجيش الكندي – 651 لاف الثالثة.[10]
- جيش نيوزيلندا – 105 لاف الثالثة.[10]
- القوات البرية الدانماركية – 18 بيرانا (IIIH)، و 115 بيرانا (IIIC); جهزت جميعها مع (Lemur 12.7mm OHW).[3]
- القوة البرية العراقية – 400 سترايكر ناقلة جنود مدرعة[14]
- الجيش الايرلندي – 80 بيرانا (IIIH) في 6 إصدارات.[3]
- القوات البرية الرومانية – 33 بيرانا (IIIC).[15]
- قوات مارينز البحرية الاسبانية – 39 بيرانا (IIIC) في 3 نسخ .[3]
- الجيش السويدي – 33 بيرانا (IIIC).[3]
- القوات المسلحة السويسرية – ? بيرانا (IIIC)، بما في ذلك 56 للاتصالات والراديو ونقطة وصول VHC[16] و 12 NBC مركبات كشف (vhc expl ABC / ABC Aufkl Fz).[17]
- القوات البرية للولايات المتحدة - 4,466 سترايكر ناقلة جنود مدرعة

### بيرانا الرابعة (IV)
- القوات المسلحة السويسرية - ? بيرانا الرابعة[18]

### بيرانا الخامسة(V)

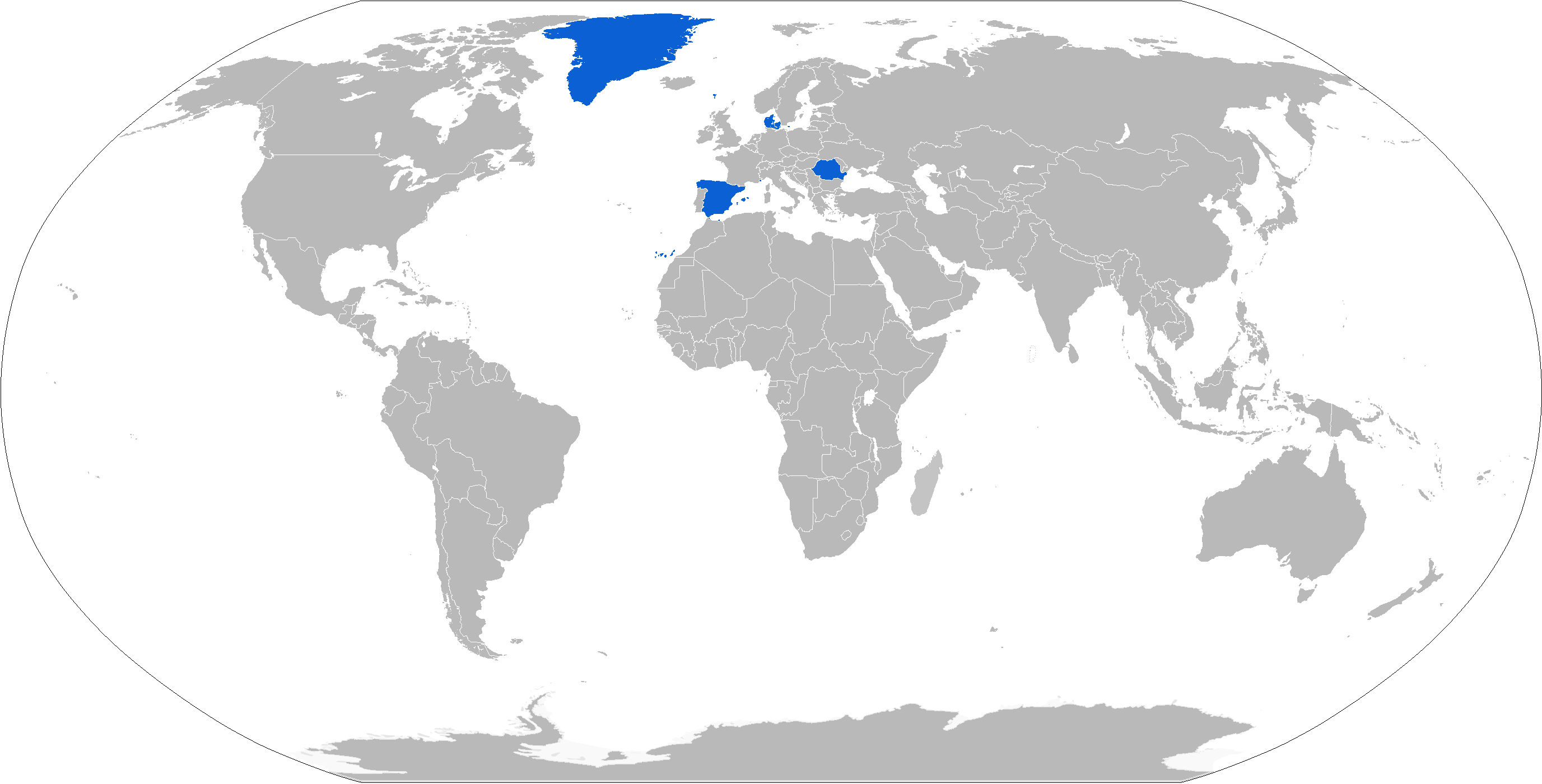
خريطة مشغلين بيرانا الخامسة باللون الأزرق

- القوات البرية الدانماركية - في عملية الحصول على 309، وأخيرا من المتوقع أن يكون قيد الاستخدام بحلول عام 2023.[19]
- Monégasque Carabiniers  [لغات أخرى]‏ – 2 بيرانا الخامسة.[20]
- الجيش الملكي الإسباني – 5 وحدات تم الحصول عليها في عام 2015 كنماذج أولية لبرنامج VBMR.